# Idaea subcrinita
Idaea subcrinita är en fjärilsart som beskrevs av William Schaus 1913. Idaea subcrinita ingår i släktet Idaea och familjen mätare. Inga underarter finns listade i Catalogue of Life.